# Fenil

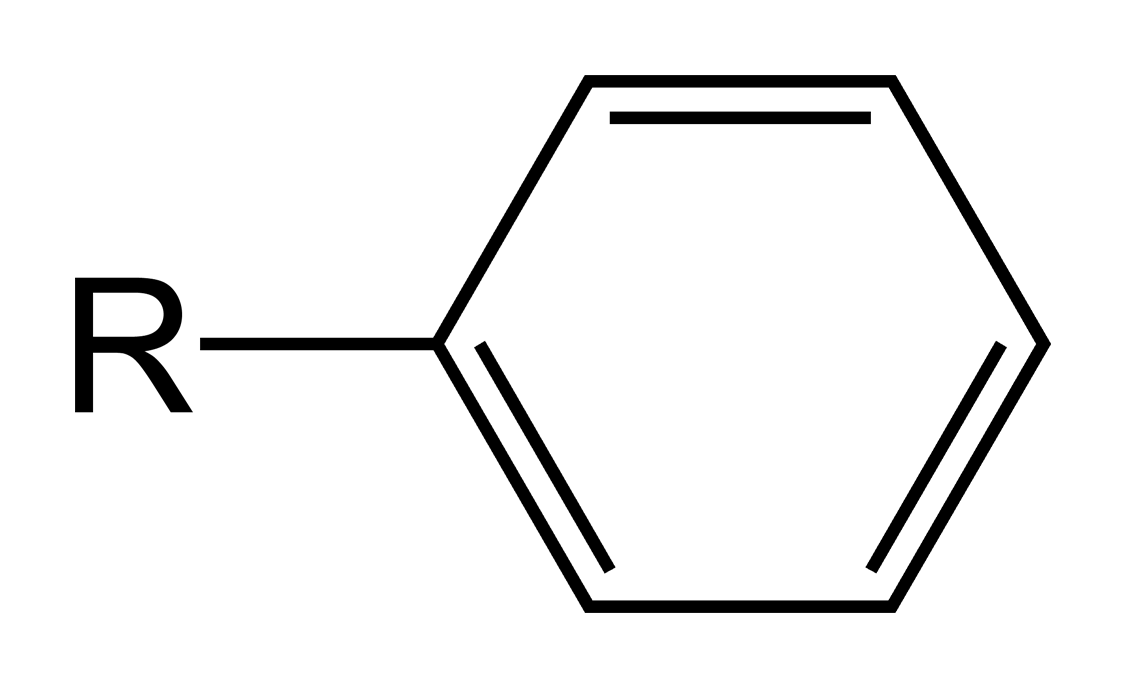
Structura grupei fenil legată de un rest de hidrocarbură

În chimia organică, grupa fenil este o grupă funcțională de tip aril cu formula C6H5-. Radicalul fenil este derivat de la benzen, deși denumirea poate fi confundată (radicalul benzil este derivat de la toluen). Fenilul are șase atomi de carbon legați în formă de hexagon, dintre care cinci sunt legați de atomi de hidrogen. Carbonul rămas este legat de un substituent (în imagine R). Grupele fenil sunt adesea întâlnite în chimia organică.  Deși majoritatea reprezentărilor acestei grupe și a compușilor ce conțin nuclee benzenice se face cu legături duble, grupa fenil este aromatică, iar legăturile dintre atomii de carbon din catena hexagonală sunt aproape egale. 
Printre exemplele de compuși organici care conțin grupa fenil se numără și clorura de fenil, fenolul și anilina (și derivații acestora: fenolii și aminele aromatice).